# Банкноти євро

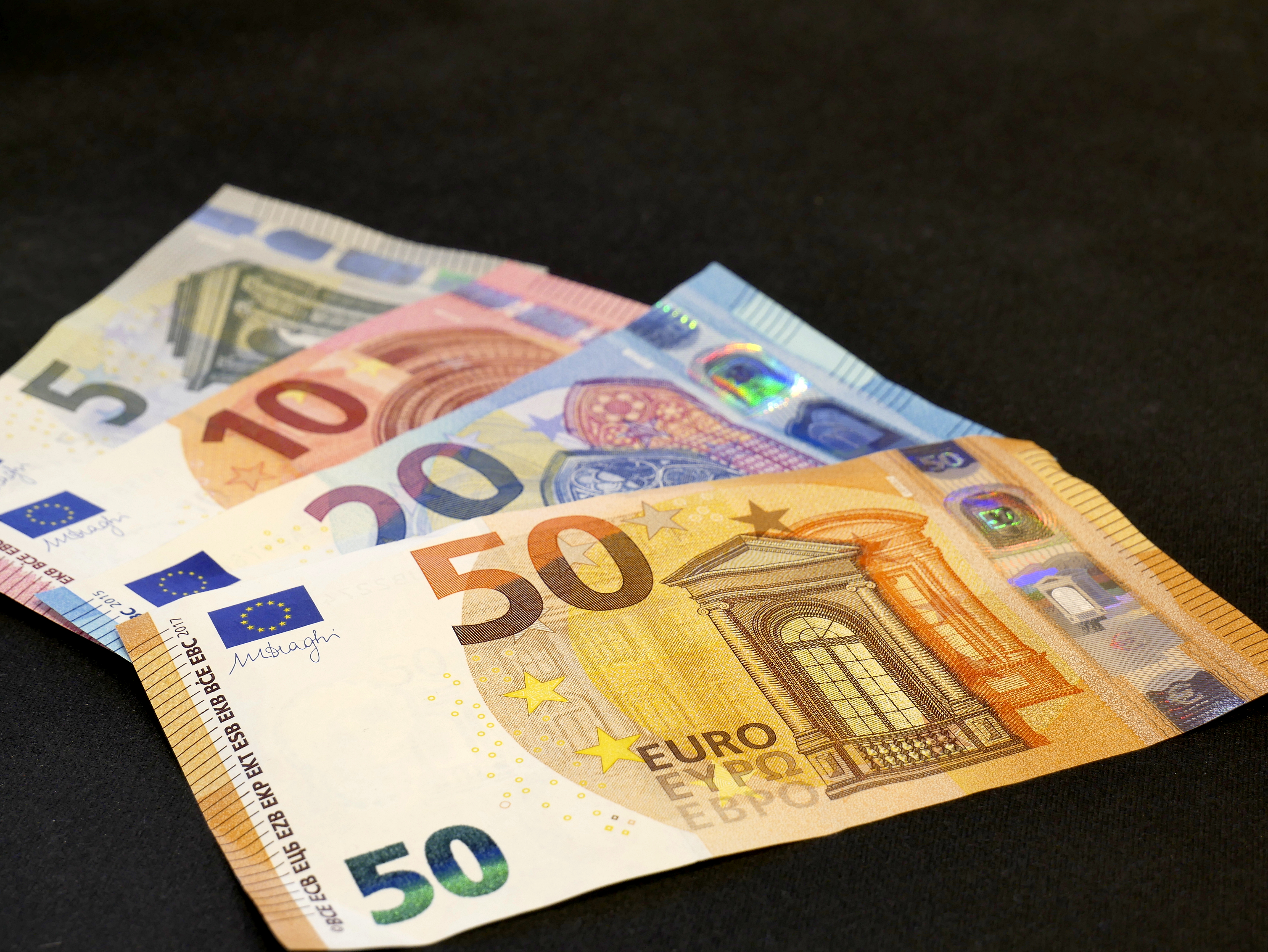
Банкноти євро другої серії (2013-2019)

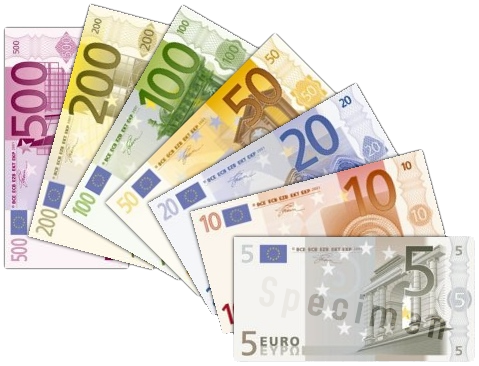
Банкноти євро першої серії (2002-2013)

Банкноти євро — банкноти валюти єврозони (євро). Банкноти перебувають в обігу з 2002 року, випускаються Європейським центральним банком. На кожній банкноті присутній підпис президента ЄЦБ. Випускаються банкноти номіналом 5, 10, 20, 50, 100, 200 і 500 євро. На відміну від монет євро банкноти мають єдиний дизайн, хоча випускаються різними державами.
З кінця 2018 року заплановано припинити випуск банкноти номіналом 500 євро, однак існуючі в обігу банкноти залишаться дійсними назавжди.

## Номінал банкнот
| Зображення      | Зображення       | Номінал  | Розмір (мм)     | Основний колір | Основний колір | Дизайн              | Дизайн       | Положення коду емітенту                                                | Положення коду емітенту |
| Лицьова сторона | Зворотна сторона | Номінал  | Розмір (мм)     | Основний колір | Основний колір | Стиль               | Століття     | Положення коду емітенту                                                | Положення коду емітенту |
| --------------- | ---------------- | -------- | --------------- | -------------- | -------------- | ------------------- | ------------ | ---------------------------------------------------------------------- | ----------------------- |
|                 |                  | 5 євро   | 120 × 62 × 0,12 |                | Сірий          | Античність          | до V         | left image edge [Архівовано 13 травня 2016 у Wayback Machine.]         |                         |
|                 |                  | 10 євро  | 127 × 67 × 0,12 |                | Червоний       | Романський стиль    | XI — XII     | 8 o'clock star [Архівовано 13 травня 2016 у Wayback Machine.]          |                         |
|                 |                  | 20 євро  | 133 × 72 × 0,12 |                | Блакитний      | Готика              | XIII — XIV   | 9 o'clock star [Архівовано 13 травня 2016 у Wayback Machine.]          |                         |
|                 |                  | 50 євро  | 140 × 77 × 0,12 |                | Помаранчевий   | Ренесанс            | XV — XVI     | right image edge [Архівовано 13 травня 2016 у Wayback Machine.]        |                         |
|                 |                  | 100 євро | 147 × 82 × 0,12 |                | Зелений        | Бароко і рококо     | XVII — XVIII | right of 9 o'clock star [Архівовано 13 травня 2016 у Wayback Machine.] |                         |
|                 |                  | 200 євро | 153 × 82 × 0,12 |                | Жовтий         | Модерн              | XIX — XX     | above 7 o'clock star [Архівовано 13 травня 2016 у Wayback Machine.]    |                         |
|                 |                  | 500 євро | 160 × 82 × 0,12 |                | Фіолетовий     | Сучасна архітектура | XXI — XXI    | 9 o'clock star [Архівовано 13 травня 2016 у Wayback Machine.]          |                         |

| Зображення      | Зображення       | Номінал  | Розмір (мм)     | Основний колір | Основний колір | Дизайн           | Дизайн       | Введення в обіг   |
| Лицьова сторона | Зворотна сторона | Номінал  | Розмір (мм)     | Основний колір | Основний колір | Стиль            | Століття     | Введення в обіг   |
| --------------- | ---------------- | -------- | --------------- | -------------- | -------------- | ---------------- | ------------ | ----------------- |
|                 |                  | 5 євро   | 120 × 62 × 0,12 |                | Сірий          | Античність       | до V         | 2 травня 2013     |
|                 |                  | 10 євро  | 127 × 67 × 0,12 |                | Червоний       | Романський стиль | XI — XII     | 23 вересня 2014   |
|                 |                  | 20 євро  | 133 × 72 × 0,12 |                | Блакитний      | Готика           | XIII — XIV   | 25 листопада 2015 |
|                 |                  | 50 євро  | 140 × 77 × 0,12 |                | Помаранчевий   | Ренесанс         | XV — XVI     | 4 квітня 2017     |
|                 |                  | 100 євро | 147 × 77 × 0,12 |                | Зелений        | Бароко і рококо  | XVII — XVIII | травень 2019      |
|                 |                  | 200 євро | 153 × 77 × 0,12 |                | Жовтий         | Модерн           | XIX — XX     | травень 2019      |

## Дизайн
Дизайн банкнот розробив Роберт Каліна, його обрав серед 44 конкурсних робіт 3 грудня 1996 року консиліум Європейського монетарного інституту.
Кожна банкнота має свій розмір і колір. На кожній банкноті присутній прапор Євросоюзу, абревіатура «ЄЦБ» п'ятьма мовами (BCE, ECB, EZB, EKT, EKP), карта Європи, назва валюти «євро» в латинської та грецькій («ΕΥΡΩ») транскрипції, підпис поточного президента ЄЦБ. Додатково зображені 12 зірок прапора Євросоюзу.
Також на банкнотах зображені приклади європейської архітектури різних стилів і періодів історії.
Мости, зображені на купюрах, є вигаданими спорудами. Але, починаючи з 2011 р., по ідеї уродженця міста Спейкеніссе у Нідерландах дизайнера Робіна Стама у Спейкіеніссе було побудовано сім нових невеликих мостів, які відтворюють мости з семи існуючих банкнот євро. 
На мапі Європи зображені наступні заморські території: Азорські острови, Французька Гвіана, Гваделупа, острова Мадейра, острів Мартиніка, острів Реюньйон і Канарські острови. Кіпр і Мальту не показано, оскільки приєдналися до Євросоюзу лише 2004 року. Крім того, Мальта занадто мала для зображення на карті в прийнятому масштабі. Мінімальна площа, яку можливо зобразити становить 400 км².
У наведених вище ілюстраціях використано підпис Віма Дейсенберга, який пізніше замінили на підпис нового голови Європейського Центробанку Жана-Клода Тріше та згодом на підпис його наступника — Маріо Драґі.
8 листопада 2012 року чинний Президент ЄЦБ Маріо Драгі анонсував другу серію банкнот євро — серію «Європа». Першою банкнотою в новій серії є банкнота €5, що була введена в обіг 2 травня 2013 року. Повний дизайн нових банкнот €5 був представлений на заході в Археологічному музеї у Франкфурті-на-Майні 10 січня 2013 року. Варіанти назви валюти та центрального банку було доповнено кириличними («ЕВРО» та «ЕЦБ» відповідно), у зв'язку з приєднанням Болгарії до ЄС.
Наступною оновленою банкнотою стала банкнота €10, що введена в обіг 23 вересня 2014 року. Дизайн нової банкноти оприлюднений 13 січня 2014 року у Франкфурті.
24 лютого 2015 року був оприлюднений дизайн нової банкноти €20, що введена у обіг 25 листопада 2015 року.
5 липня 2016 року був оприлюднений дизайн нової банкноти €50 (серії «Європа»), введення в обіг якої відбулося 4 квітня 2017 року.
17 вересня 2018 були представленні банкноти в 100 та 200 євро, їх випуск в обіг відбудеться в травні 2019.

## Захист від підробок
Банкноти євро друкуються на папері з бавовняного волокна, що збільшує їх термін служби та ускладнює підробку. Номери євро банкноти отримують відповідно до певних математичних правил, саме тому, навіть у пачці з щойно надрукованими купюрами, не можлива нумерація з кроком 1, тобто (0001; 0002; 0003; тощо).

## Для осіб з інвалідністю
Банкноти євро, так само як і монети євро розроблялися за участі організацій, що представляли інтереси людей з вадами зору. Їх можуть використовувати як частково сліпі люди (бачать банкноту, але не можуть прочитати текст), так і повністю сліпі. Для цього розмір банкноти поставлений в залежність від її номіналу (чим більший номінал, тим більший розмір). Превалюючий колір банкнот чергується між «теплим» і «холодним» у банкнот з сусіднім номіналом. Напис з номіналом рельєфний.

## Цікавий факт
- Центробанк ЄС друкує також сувенірні купюри номіналом 0 євро, котрі, щоправда, не мають реальної купівельної спроможності[16]. Одну з таких банкнот випустили в Україні у 2024 році. На ній зображено «Золоті ворота», які входять до списку Світової спадщини ЮНЕСКО[17]. Вартість однією купюри 0 євро складає 200 гривень[18].